# Dendrobrachia fallax
Dendrobrachia fallax is een zachte koraalsoort uit de familie Dendrobrachiidae. De koraalsoort komt uit het geslacht Dendrobrachia. Dendrobrachia fallax werd in 1889 voor het eerst wetenschappelijk beschreven door Brook. 